# Ormosia glaberrima
Ormosia glaberrima là một loài thực vật có hoa trong họ Đậu. Loài này được Y.C.Wu miêu tả khoa học đầu tiên.